# Maniraptoriformes

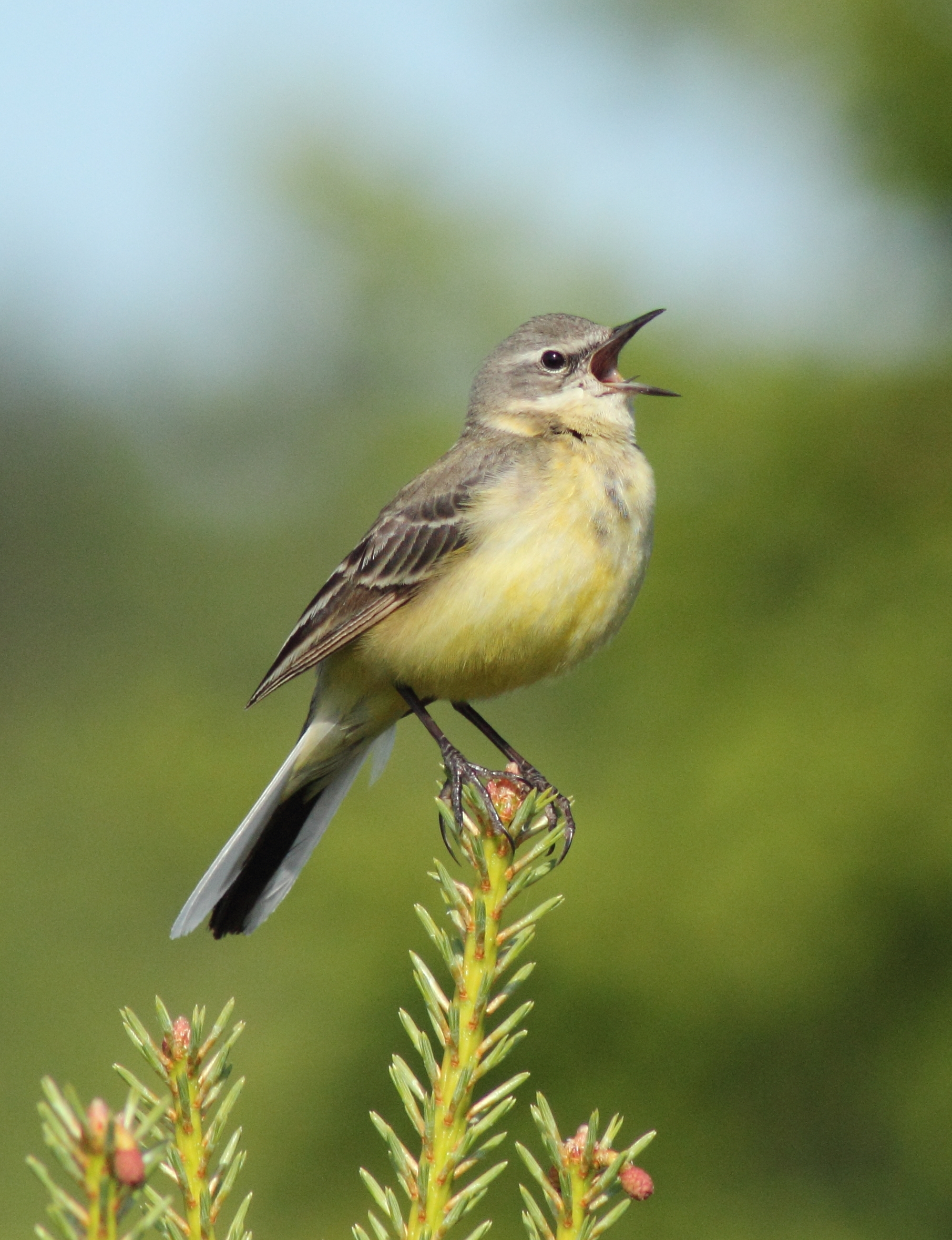
Konipas bílý, recentní zástupce kladu.

Maniraptoriformes („mající podobu maniraptorů") je velký klad (přirozená vývojová skupina) teropodních dinosaurů, do které patří také všichni vyhynulí i současní ptáci.

## Definice
Americký paleontolog Thomas R. Holtz, Jr. v roce 1995 tento klad stanovil s definicí, že se jedná o „nejvíce recentního společného předka rodu Ornithomimus a ptáků a všichni potomci tohoto předka." Do této skupiny patří teropodi s dobře vyvinutým obrysovým peřím a zakrnělými či funkčními křídly. Spadají sem klady Ornithomimosauria a Maniraptora. Spadají sem tedy všichni ptáci a jejich nejbližší dinosauří příbuzní.

## Popis

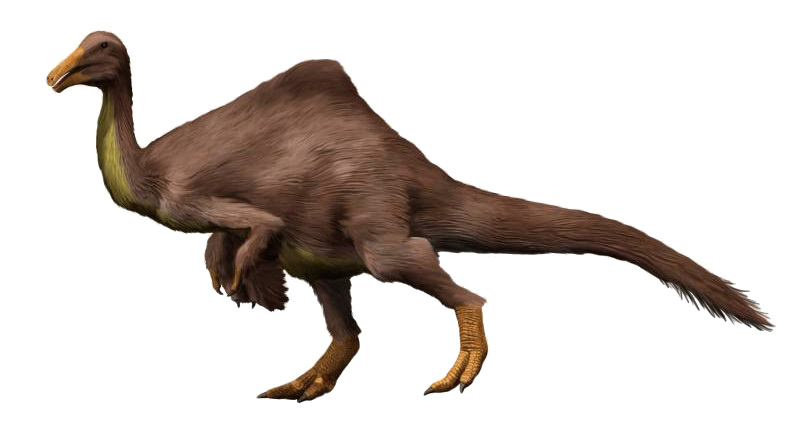
Deinocheirus mirificus, obří zástupce kladu z období svrchní křídy.

Zástupci této skupiny se objevují ve střední juře (asi před 170 miliony let), podle jednoho nálezu pak možná již ve spodní juře, a jejich největší rozkvět nastává od rané křídy. Obvykle se jedná spíše o malé formy do velikosti 1 metru a hmotnosti několika kilogramů, objevují se však i obři, jako je mongolský Deinocheirus mirificus s délkou kolem 11 metrů a hmotností přes 6 tun. Všichni tito teropodi byli primárně opeření a nejspíš také teplokrevní.